# Але (Гар)
Але (фр. Alès) насеље је и општина у јужној Француској у региону Лангдок-Русијон, у департману Гар која припада префектури Алес.
По подацима из 2000. године у општини је живело 41 054 становника, а густина насељености је износила 1700 становника/km². Општина се простире на површини од 23,16 km². Налази се на средњој надморској висини од 150 метара (максималној 356 m, а минималној 116 m).

## Демографија
| 1962.  | 1968.  | 1975.  | 1982.  | 1990.  | 1999.  | 2011.  |
| ------ | ------ | ------ | ------ | ------ | ------ | ------ |
| 41.360 | 42.818 | 44.245 | 43.268 | 41.037 | 39.346 | 40.851 |

График промене броја становника у току последњих година